# Drozdoń tajgowy
Drozdoń tajgowy (Zoothera aurea) – gatunek średniej wielkości ptaka z rodziny drozdowatych (Turdidae). Występuje od zachodniego Uralu na wschód po wybrzeża Morza Ochockiego i Japońskiego, Sachalin, Japonię i południowe Wyspy Kurylskie. Wędrowny – zimuje we wschodniej i południowo-wschodniej Azji. W Europie (nie licząc europejskiej części Rosji) stwierdzany sporadycznie. Nie jest zagrożony.

## Systematyka
Systematyka tego gatunku jest nadal kwestią sporną. Takson Z. aurea został wydzielony z gatunku o nazwie drozdoń pstry (Zoothera dauma). Obecnie zwykle wyróżnia się dwa podgatunki drozdonia tajgowego: Z. aurea aurea i Z. aurea toratugumi. Na wykorzystywanej przez IUCN liście ptaków świata opracowywanej we współpracy BirdLife International z autorami Handbook of the Birds of the World (HBW), oprócz tych dwóch podgatunków, do Z. aurea zaliczane są trzy kolejne – dwa z nich (iriomotensis i horsfieldi) są przez innych badaczy zwykle zaliczane do Z. dauma, zaś trzeci (imbricata) uznawany jest albo za podgatunek Z. dauma, albo za osobny gatunek.

## Zasięg występowania
Drozdoń tajgowy zamieszkuje w zależności od podgatunku:
- Z. aurea aurea – skrajnie wschodnia europejska część Rosji na wschód do wybrzeży Morza Ochockiego (wschodnia Syberia) i północnej Mongolii; także zachodni Ałtaj i zachodni Tienszan w Kazachstanie. Zimuje w środkowej i południowej Japonii, południowych i południowo-wschodnich Chinach, północnej części Azji Południowo-Wschodniej oraz w północnych i zachodnich Filipinach[2].
- Z. aurea toratugumi – południowo-wschodnia Rosja, Korea, Sachalin, południowe Wyspy Kurylskie i Japonia. Zimuje głównie we wschodnich Chinach i na Tajwanie[2].

## Biotop
Bogata w podszyt tajga. Podgatunek toratugumi gniazduje także w lasach górskich i podgórskich w Korei, a w Japonii w wilgotnych lasach liściastych lub mieszanych z gęstym podszytem, głównie na wysokości 500–1600 m w centralnej części Honsiu oraz 0–800 m na Hokkaido.

## Morfologia
Długość ciała 29 cm. Duży jak na drozda, złotobrązowy, pokryty ciemnymi, półksiężycowatymi plamkami. Długi dziób. W locie spód skrzydeł z czarno-białym rysunkiem. Poszczególne szaty nie różnią się od siebie.

## Głos
Śpiewa monotonnie powtarzanym, długim gwizdem.

## Status i ochrona
W Czerwonej księdze gatunków zagrożonych IUCN drozdoń tajgowy jest klasyfikowany jako gatunek najmniejszej troski (LC, Least Concern), z tym że, jak wyżej wspomniano, organizacja ta stosuje szersze ujęcie systematyczne obejmujące 5 podgatunków. Trend liczebności populacji oceniany jest jako spadkowy, choć w Europie (według danych BirdLife International z 2015 roku) jego liczebność wzrasta. 
Drozdoń tajgowy sporadycznie zalatuje do Polski (10 stwierdzeń do 2004 roku). Takson ten był jednak uprzednio klasyfikowany jako podgatunek drozdonia pstrego i pod taką też nazwą występuje w starszych publikacjach, a także w Rozporządzeniu Ministra Środowiska z dnia 16 grudnia 2016 r. w sprawie ochrony gatunkowej zwierząt, na mocy którego jest na terenie kraju objęty ochroną gatunkową ścisłą.